# Trzemeszno
Trzemeszno (in tedesco Tremessen) è un comune urbano-rurale polacco del distretto di Gniezno, nel voivodato della Grande Polonia.
Ricopre una superficie di 174,81 km² e nel 2004 contava 14 102 abitanti.